# Խ

Խとխ

筆記体

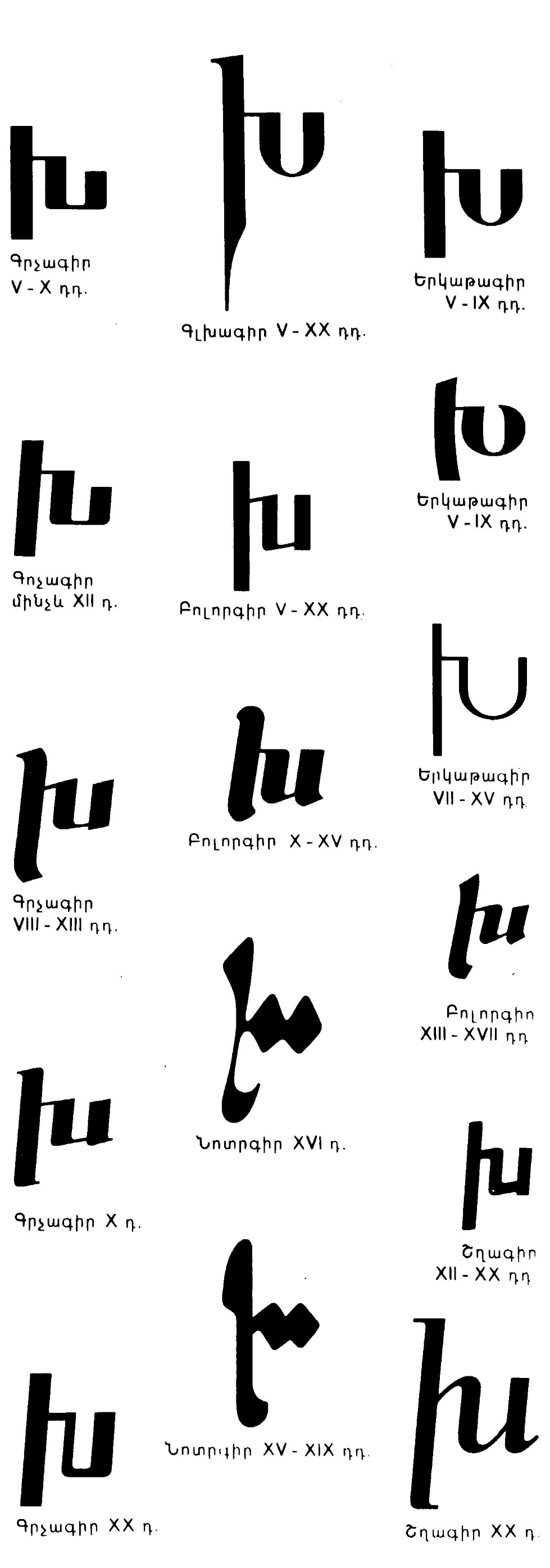
Խとխの様々な書体

Խ, խ（アルメニア語: խեまたはխէ、発音はxe）は、アルメニア文字の13番目の文字である。405年ごろにメスロプ・マシュトツによって作成されたと見られる。

## 使用
東アルメニア語と西アルメニア語では無声口蓋垂摩擦音[χ]を表す。ラテン文字化する時は「X」または「Kh」と記す。記数法では40を表す。

## 書体

## 符号位置
| 文字 | Unicode | JIS X 0213 | 文字参照        | 備考 |
| ---- | ------- | ---------- | --------------- | ---- |
| Խ    | U+053D  | -          | &#x53D; &#1341; |      |
| խ    | U+056D  | -          | &#x56D; &#1389; |      |